# 魔法分鐘
魔法分鐘（英語：Magic Minute，又稱），是美國眾議院的一項慣例，允許美国众议院政党领袖在發言時不限時間，與其他議員必須嚴格遵守時間限制不同。這項慣例曾被南希·佩洛西、凱文·麥卡錫與哈基姆·傑弗里斯分別於2018年、2021年和2025年利用。三人均發言超過八小時，且均打破上一次的最長紀錄。

## 背景

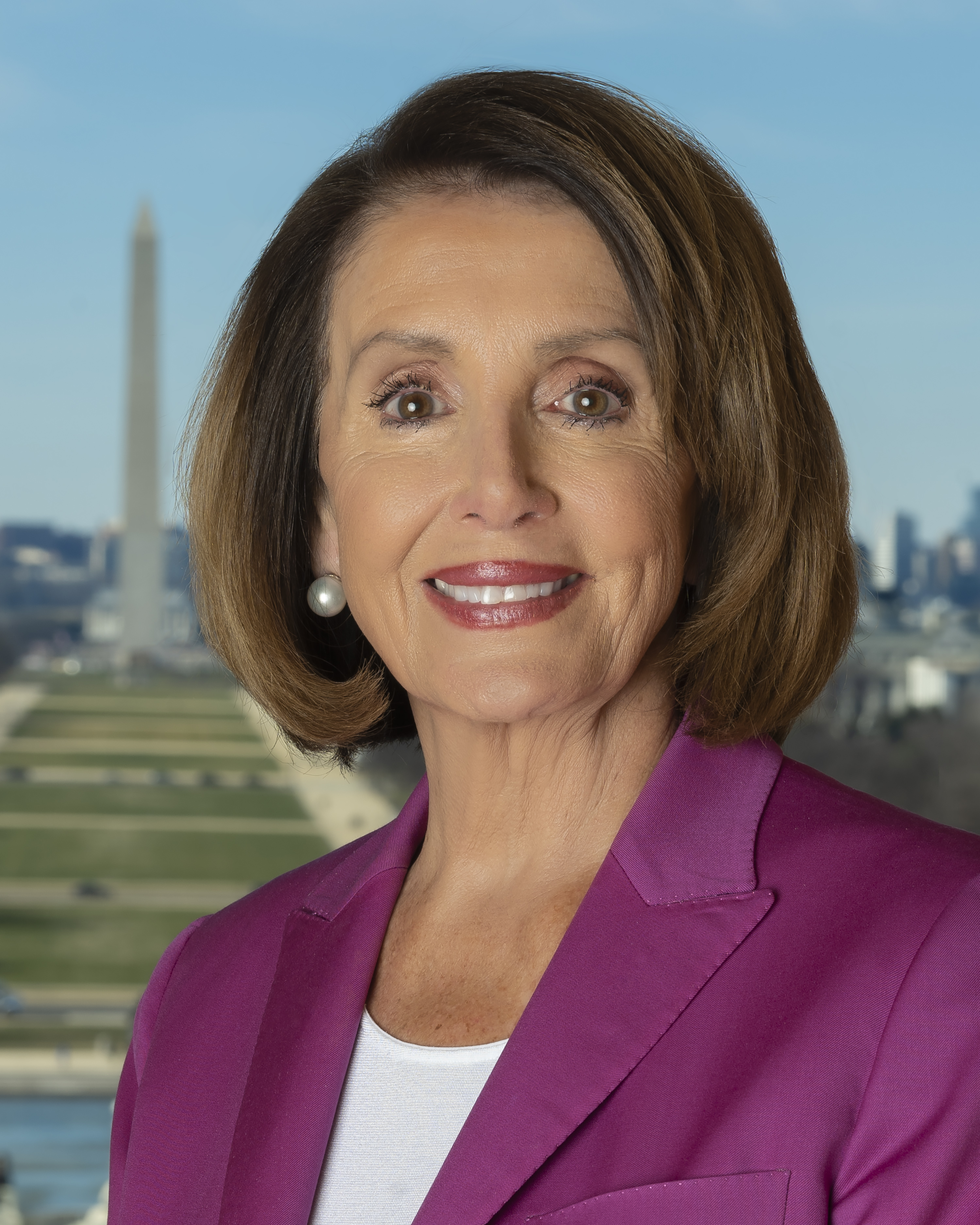
在2018年，南希·佩洛西利用魔法分鐘發表了超過八個小時的講話

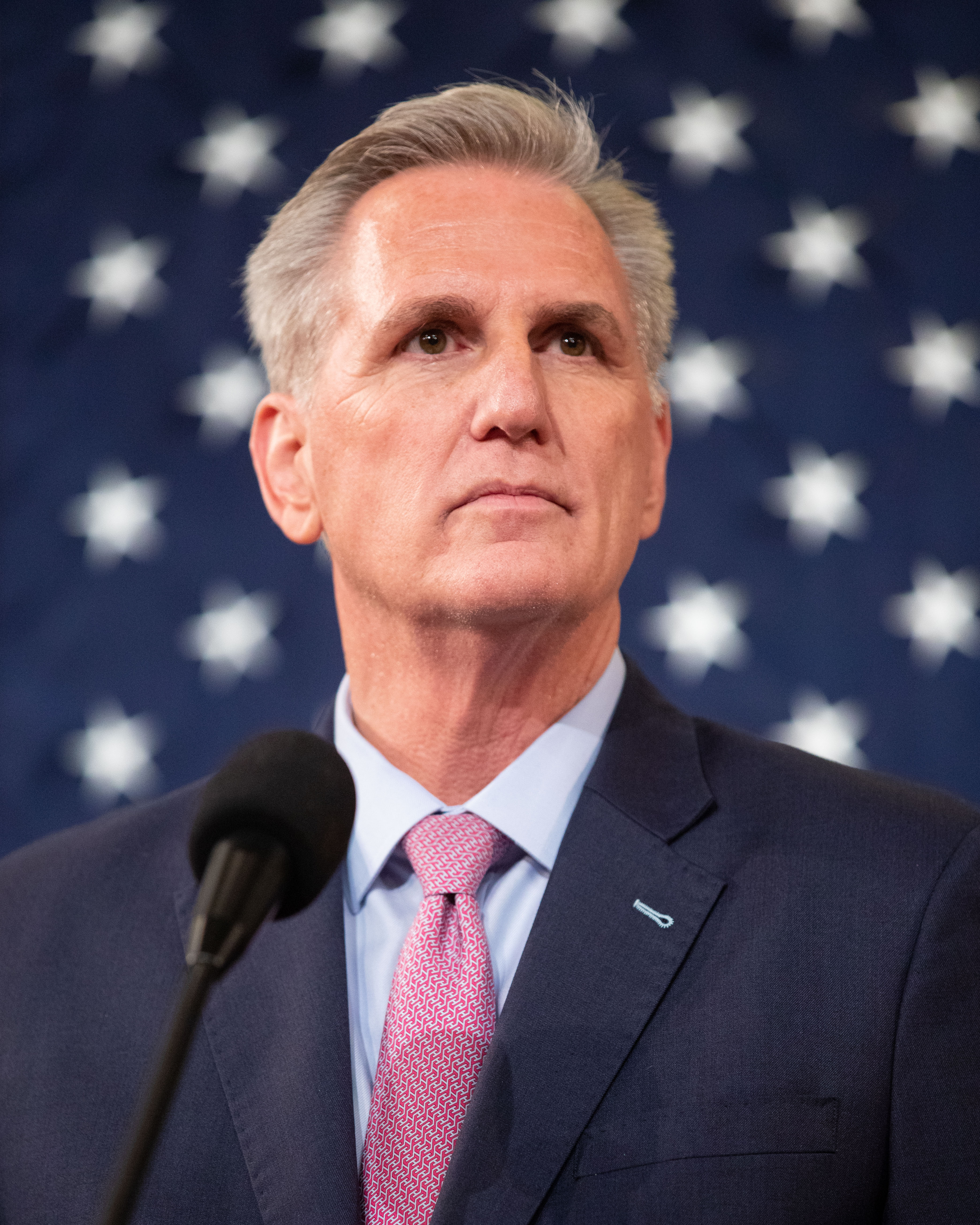
在2021年，凱文·麥卡錫利用魔法分鐘發表了超過八個半小時的講話

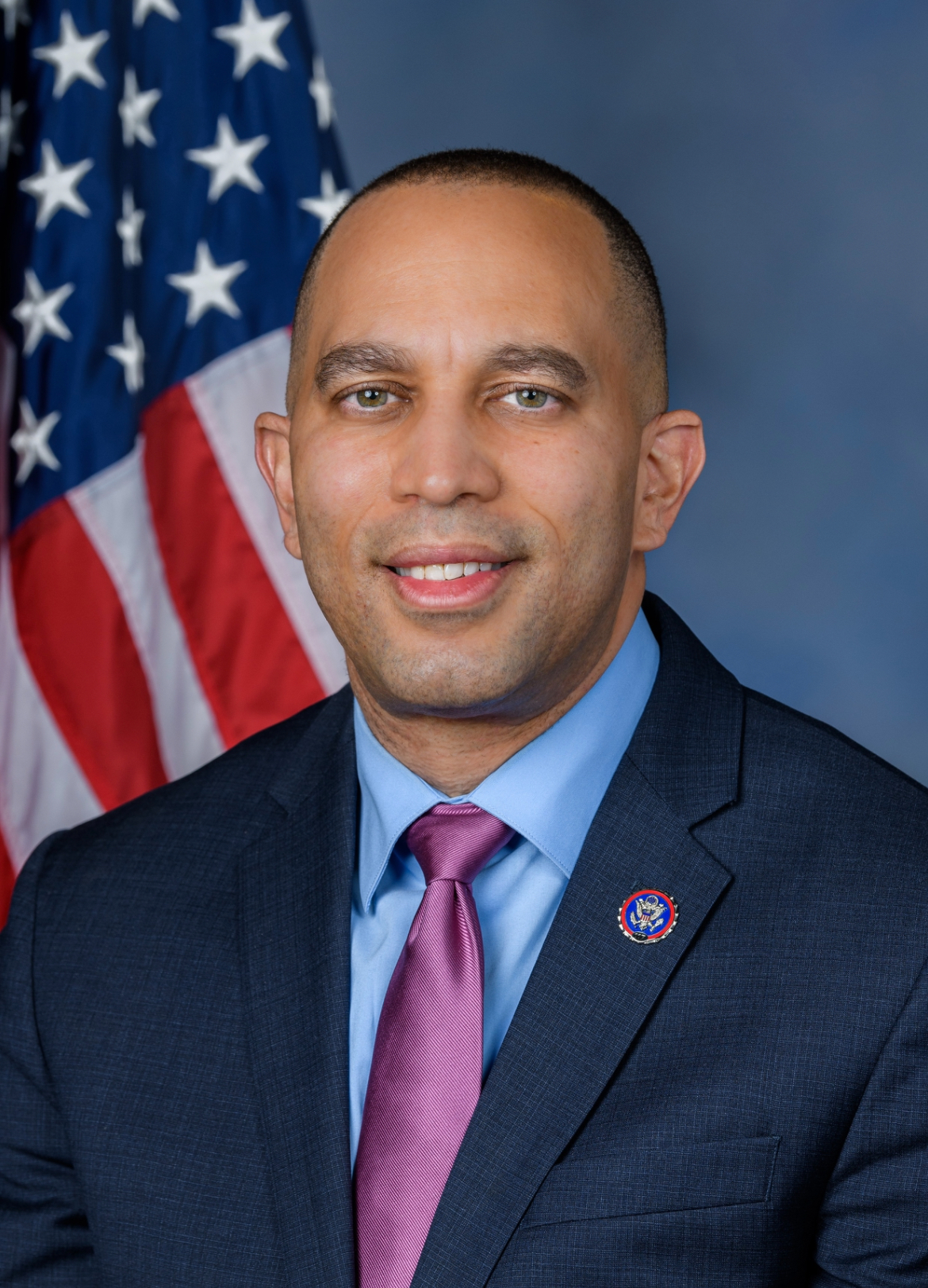
在2025年，哈基姆·傑弗里斯利用魔法分鐘發表了近九小時的講話

在每日立法會議開始前或結束後，眾議院議員可發表一段一分鐘的演說。演說須控制在300字以內，且必須獲得議長的允許才可發言。
魔法分鐘不同於參議院的冗長辯論。只有眾議院議長、多數黨領袖以及少數黨領袖擁有此特權，他們的演講無論實際時長多長，都被視為只花費了一分鐘，並且不會佔用其他議員的發言時間。
美國眾議院立法程序官在回答有關時間限制的詢問時指，「聆聽領袖的發言是眾議院的慣例」。並且在被問到從領袖開始發言至今已經過了多久時，立法程序官會答覆說領袖「使用了慣常的時間（used a customary amount of time）」

## 歷史
這項慣例曾被兩黨領袖使用。在1909年民主党少數黨領袖钱普·克拉克利用魔法分鐘發表了長達五小時十五分鐘的演說反對稅制改革；這項紀錄保持了一百多年。
2009年6月，共和黨少數黨領袖約翰·博納為反對《美國清潔能源與安全法案》發表了不到兩小時的演講。
2018年2月，民主黨少數黨領袖南希·佩洛西為呼籲立法保護追夢人利用魔法分鐘發表了時長八小時七分鐘的演說，創下當時紀錄。她在演講中大量朗讀來自追夢人的信件。時任眾議院議長、共和黨人保羅·萊恩稱讚這場演講「非常令人印象深刻」，並特別指出她全程穿著高跟鞋演講。
2021年11月，共和黨少數黨領袖凱文·麥卡錫在總統乔·拜登的重建美好法表決前，使用魔法分鐘發表了八小時三十二分鐘的演講，刷新佩洛西創下的最長紀錄。在演講中，麥卡錫提到自己之所以成為共和黨人，部分原因是因為總統吉米·卡特經常穿毛衣；他還批評小胡蘿蔔「其實就是把大胡蘿蔔切碎，再多收錢賣給你」。他還談到希望「自己能在天安門廣場，或者去推倒柏林圍牆」，並抱怨「連試駕Tesla都買不起，雖然埃隆·马斯克是我最好的朋友之一」。在這場演講後，白宮新聞秘書珍·莎琪對此表示說他講了很久，但就是沒有提到氣候變遷或托育費用等議題。
2025年7月，民主黨少數黨領袖哈基姆·傑弗里斯為了反對美國總統唐納·川普推動的大而美法案，利用了魔法分鐘在眾議院發表長達八小時四十四分鐘的馬拉松演說，再度刷新眾議院史上最長紀錄。傑弗里斯痛批該法案削減社會安全網，危及弱勢族群，如聯邦醫療補助和食物券計劃受益者。他還嘲諷法案名稱，稱之為「一大又醜陋的法案」，並呼籲共和黨議員投下反對票。

## 外部連結
- "The Majority Leader and the Minority Leader", Precedents of the U.S. House of Representatives (2017 series), Volume 1, chapter 3 § 6